# Varnam
Varnam es una forma de canción en el repertorio de música carnática que consiste en piezas métricas cortas que encapsulan las principales características y requisitos de un raga. Las características y reglas del raga (también conocidas como los sanchaaraas de un raga) incluyen cómo se debe enfatizar cada nota del raga, la escala del raga, y otros aspectos.
Conocidos por su compleja estructura, los varnams son una forma fundamental en la música carnática. Todos los varnams consisten en letras,  y pasajes de swara, incluyendo un pallavi, un anupallavi, muktayi swaras, un charanam y chittaswaras. Hay dos tipos de varnams, conocidos como Taana varnam y Padha varnam.